# Juha Piironen
Juha Piironen (8 april 1951) is een Fins voormalig rallynavigator.

## Carrière
Juha Piironen debuteerde begin jaren zeventig als rallynavigator. Gedurende dat decennium navigeerde hij voor Timo Jouhki (die later bekend werd als manager van grote Finse rallyrijders als Juha Kankkunen, Tommi Mäkinen en Mikko Hirvonen). In het Wereldkampioenschap rally behaalde hij zijn eerste grote resultaat in Finland 1982, waar hij samen met Pentti Airikkala als derde eindigde met een fabrieks-Mitsubishi Lancer Turbo. In 1984 werd hij de navigator van Henri Toivonen bij Lancia, waarmee hij succes afwisselde met ook veel moeilijke momenten (onder meer een opmerkelijk ongeluk tijdens de Costa Smeralda Rally in 1985, waarbij Toivonen drie rugwervels brak). Voor het seizoen 1986 nam hij plaats naast Juha Kankkunen. Met de Peugeot 205 Turbo 16 wonnen zij de rally van Zweden, daarmee Piironens eerste WK-rally overwinning. Het duo won nog twee keer dat jaar en schreven uiteindelijk de wereldtitel op naam. Zij wisten hun titel succesvol te verdedigen toen zijn in het seizoen 1987 met Lancia wederom wereldkampioen werden. Een wat ongelukkige periode met Toyota volgde, maar een terugkeer bij Lancia zorgde opnieuw voor succes, toen ze in het seizoen 1991 voor de derde keer de rijderstitel wisten te bemachtigen.
Er kwam opnieuw een terugkeer bij Toyota in het seizoen 1993. Piironen navigeerde Kankkunen nog naar de overwinning in de Safari, maar voorafgaand aan de WK-ronde van Argentijnse werd hij getroffen door een hersenbloeding, waardoor hij zijn actieve carrière direct moest beëindigen. Nicky Grist verving hem, en Kankkunen zou dat jaar uiteindelijk voor de vierde keer wereldkampioen worden. Piironen herstelde uiteindelijk van zijn ziekte. 